# Monroeville (Alabama)
Monroeville é uma cidade localizada no estado americano do Alabama, no Condado de Monroe.

## Demografia
Segundo o censo americano de 2000, a sua população era de 6862 habitantes.
Em 2006, foi estimada uma população de 6577, um decréscimo de 285 (-4.2%).

## Geografia
De acordo com o United States Census Bureau, a localidade tem uma área de 33,8 km², sem área coberta por água. Monroeville localiza-se a aproximadamente 66 m acima do nível do mar.

## Localidades na vizinhança
O diagrama seguinte representa as localidades num raio de 40 km ao redor de Monroeville.